# Carl-Allan Moberg
Carl-Allan Moberg, född 5 juni 1896 i Östersund, död 19 juni 1978 i Uppsala, var en svensk musikforskare. År 1947 tillträdde han Sveriges, då första och enda, professur i ämnet musikforskning (idag: musikvetenskap) vid Uppsala universitet, från vilken han avgick med pension 1961.

## Biografi
Mobergs far var förste stadsläkare i Östersund. I sin ungdom i Jämtland studerade Moberg musikteori, violin- och pianospel. Senare följde studier i religions- och konsthistoria vid Uppsala universitet, musikforskning för Tobias Norlind vid Musikhögskolan i Stockholm, musikalisk filologi, samt liturgik och medeltida musikteori för Peter Wagner vid schweiziska Fribourgs universitet. År 1927 disputerade han vid Uppsala universitet på avhandlingen Über die schwedischen Sequenzen i två band och tilldelades docentbetyg. Han blev därefter kvar i Uppsala för att bygga upp ämnet musikforskning i dess moderna form. Hans forskning sträckte sig över en rad områden, alla behandlade med anmärkningsvärd noggrannhet, djup och analysförmåga. Till de områden han bidrog med pionjärinsatser får räknas västkyrkans liturgiska musik under medeltiden, luthersk barockmusik samt svensk folkmusik.
År 1933 valdes han in i styrelsen för Svenska samfundet för musikforskning och var under åren 1944–1961 dess ordförande. Mellan 1945 och 1960 var han huvudredaktör för Svensk tidskrift för musikforskning. Han var ledamot av Kungliga Musikaliska Akademien. Kungl. Humanistiska Vetenskapssamfundet i Uppsala Kungl. Gustaf Adolfs Akademien och satt i redaktionen för utgivningsprojektet Monumenta musicae svecicae.
På 1970-talet inrättades Carl-Allan Mobergs fond för musikvetenskap, ur vilken regelbundet utdelas stipendier genom Kungliga Musikaliska Akademien.

## Priser och utmärkelser
- 1943 – Ledamot nr 637 av Kungliga Musikaliska Akademien
- 1945 – Teologie hedersdoktor vid Uppsala universitet
- 1952 – Medaljen för tonkonstens främjande